# Шторм (фільм)
«Шторм» (швед. Storm) — шведська фантастична стрічка 2005 року. Кінооператор Лінус Сандгрен став лауреатом премії «Золотий жук» 2007 року у номінації «Найкраща робота оператора».

## Сюжет
Журналіст Доні Девідсон живе звичайним життя. Одного дня він зустрічає дівчину на ім'я Лова, на яку хтось чи щось полює, тому що у неї є особлива скринька. Злі сили хочуть заволодіти нею. Щоб врятувати скриньку та людство головні герої починають подорожувати у часі.

## У ролях
| Актор          | Роль                     |
| -------------- | ------------------------ |
| Ерік Еріксон   | Донні Девідсон           |
| Ева Резе       | Лова                     |
| Ліна Інглунд   | помічниця                |
| Пітер Енгман   | таксист                  |
| Йонас Карлссон | людина в чорному костюмі |
| Карл Норргелл  | Єппон                    |
| Жаклін Рамел   | Малін                    |
| Матіас Варела  | Кнуген                   |

## Створення фільму

### Виробництво
Зйомки фільму проходили в Стокгольмі з 27 вересня до 11 жовтня та Тролльгеттані з 14 жовтня по 22 листопада в 2004 році.

### Знімальна група
- Кінорежисер — Монс Морлінд, Бйорн Стейн
- Сценарист — Монс Морлінд
- Кінопродюсер — Карл Фредрік Ульфунг
- Композитор — Карл-Мікхаель Герлефссон
- Кінооператор — Лінус Сандгрен
- Кіномонтаж — Бйорн Стейн
- Художник-постановник — Роджер Розенберг
- Художник-костюмер — Ліз Ботес
- Підбір акторів — Давід Фордмар, Кароліна Карлссон, Анетта Мандокі[2]

## Сприйняття

### Критика
Фільм отримав змішані відгуки. На сайті Rotten Tomatoes оцінка стрічки становить 54 % від глядачів із середньою оцінкою 3,3/5 (1 128 голосів). Фільму зарахований «розсипаний попкорн» від глядачів, Internet Movie Database — 5,8/10 (2 519 голосів).

### Номінації та нагороди
| Нагороди та номінації фільму «Шторм» | Нагороди та номінації фільму «Шторм»                       | Нагороди та номінації фільму «Шторм» | Нагороди та номінації фільму «Шторм» | Нагороди та номінації фільму «Шторм» | Нагороди та номінації фільму «Шторм» |
| Рік                                  | Кінофестиваль/кінопремія                                   | Категорія/нагорода                   | Номінант                             | Результат                            |                                      |
| ------------------------------------ | ---------------------------------------------------------- | ------------------------------------ | ------------------------------------ | ------------------------------------ | ------------------------------------ |
| 2005                                 | Стокгольмський міжнародний кінофестиваль                   | Нагорода глядачів                    | Монс Морлінд, Бйорн Стейн            | Перемога                             |                                      |
| 2006                                 | Міжнародний кінофестиваль фантастичних фільмів у Пучхоні   | Найкращий режисер                    | Монс Морлінд, Бйорн Стейн            | Перемога                             |                                      |
| 2006                                 | Міжнародний кінофестиваль фантастичних фільмів у Пучхоні   | Найкраще Пучхона                     | Монс Морлінд, Бйорн Стейн            | Номінація                            |                                      |
| 2006                                 | Міжнародний кінофестиваль фантастичних фільмів у Невшателі | Найкращий фільм                      | Монс Морлінд, Бйорн Стейн            | Номінація                            |                                      |
| 2007                                 | «Золотий жук»                                              | Найкраща робота оператора            | Лінус Сандгрен                       | Перемога                             |                                      |
| 2007                                 | «Золотий жук»                                              | Найкращий фільм                      | Карл Фредрік Ульфунг                 | Номінація                            |                                      |